# Пелехатий В'ячеслав Максимович
В'ячесла́в Макси́мович Пелеха́тий (нар. 5 червня 1974, с. Ярівка, Хотинський район, Чернівецька область — пом. 10 червня 2014, м. Харків) — військовослужбовець військової служби за контрактом, десантник, старший прапорщик Високомобільних десантних військ Збройних сил України.

## Життєпис
В'ячеслав Пелехатий народився в селі Ярівка Хотинського району Чернівецької області, в родині колгоспників. Зростав разом зі своїм старшим братом. По закінченні Ярівської середньої школи вступив до Ставчанського професійно-технічного ліцею.
Впродовж двох років проходив строкову службу в прикордонних військах Державної прикордонної служби України в Криму, м. Керч. Після демобілізації пройшов підготовку в 201-му навчальному центрі інженерних військ у м. Кам'янець-Подільський, отримав звання «прапорщик». Підписав контракт на подальшу службу в 300-му механізованому полку, що дислокувався у Чернівцях, служив на посаді начальника контрольно-технічного пункту.
1998 року В'ячеслав одружився, весілля справили у Молдові, звідки родом його дружина, на той час — студентка 2-го курсу Чернівецького університету. Проживав із сім'єю в гуртожитку у військовому містечку в Чернівцях.
Протягом двох років проходив службу в територіальному центрі комплектування військовослужбовців за контрактом Чернівецького обласного військового комісаріату. У 2011 році знову повернувся на службу до 300-го окремого механізованого полку, на базі якого 2013 року сформовано 87-й окремий аеромобільний батальйон, в/ч А2582, м. Чернівці.
Старший прапорщик, технік роти 87-го окремого аеромобільного батальйону 80-ї окремої аеромобільної бригади ВДВ України.
Від початку травня 2014 року виконував завдання на території проведення антитерористичної операції на Сході України.
9 червня 2014 року о 15:00 в Луганській області (за іншими даними, поблизу Слов'янська) старший прапорщик Пелехатий та ще троє його товаришів по службі підірвались на вибуховому пристрої з «розтяжкою», що була встановлена на стежці. Від вибуху В'ячеслав постраждав найбільше, осколками зачепило артерію, решта його товаришів зазнала легких осколкових поранень. Усіх вояків одразу доправили до Харківського військового шпиталю. Медики боролися за його життя всю ніч, проте поранення виявились несумісні з життям, о 9-й ранку наступного дня він помер.
13 червня з В'ячеславом попрощались у батальйоні в Чернівцях; відбулась громадянська панахида, на яку прийшли сотні чернівчан. Похований на центральній алеї чернівецького Центрального кладовища.
Залишились батьки, старший брат Сергій, дружина Марина та двоє синів, Максим 1999 р. н. і Вадим 2011 р. н.

## Нагороди
- 4 червня 2015 року — за особисту мужність і високий професіоналізм, виявлені у захисті державного суверенітету та територіальної цілісності України, вірність військовій присязі, відзначений — нагороджений орденом «За мужність» III ступеня (посмертно)[3].
- Відзнаки Міністерства оборони України — медалі «15 років Збройним Силам України», «За сумлінну службу» II ст., «За сумлінну службу» III ст.
- Рішенням Чернівецької міської ради нагороджений медаллю «На славу Чернівців» (посмертно).

## Вшанування пам'яті
У с. Ярівка на фасаді будівлі НВК «Ярівська ЗОШ І—ІІІ ст.» відкрили меморіальну дошку на честь колишнього випускника школи В'ячеслава Пелехатого.